# Межень

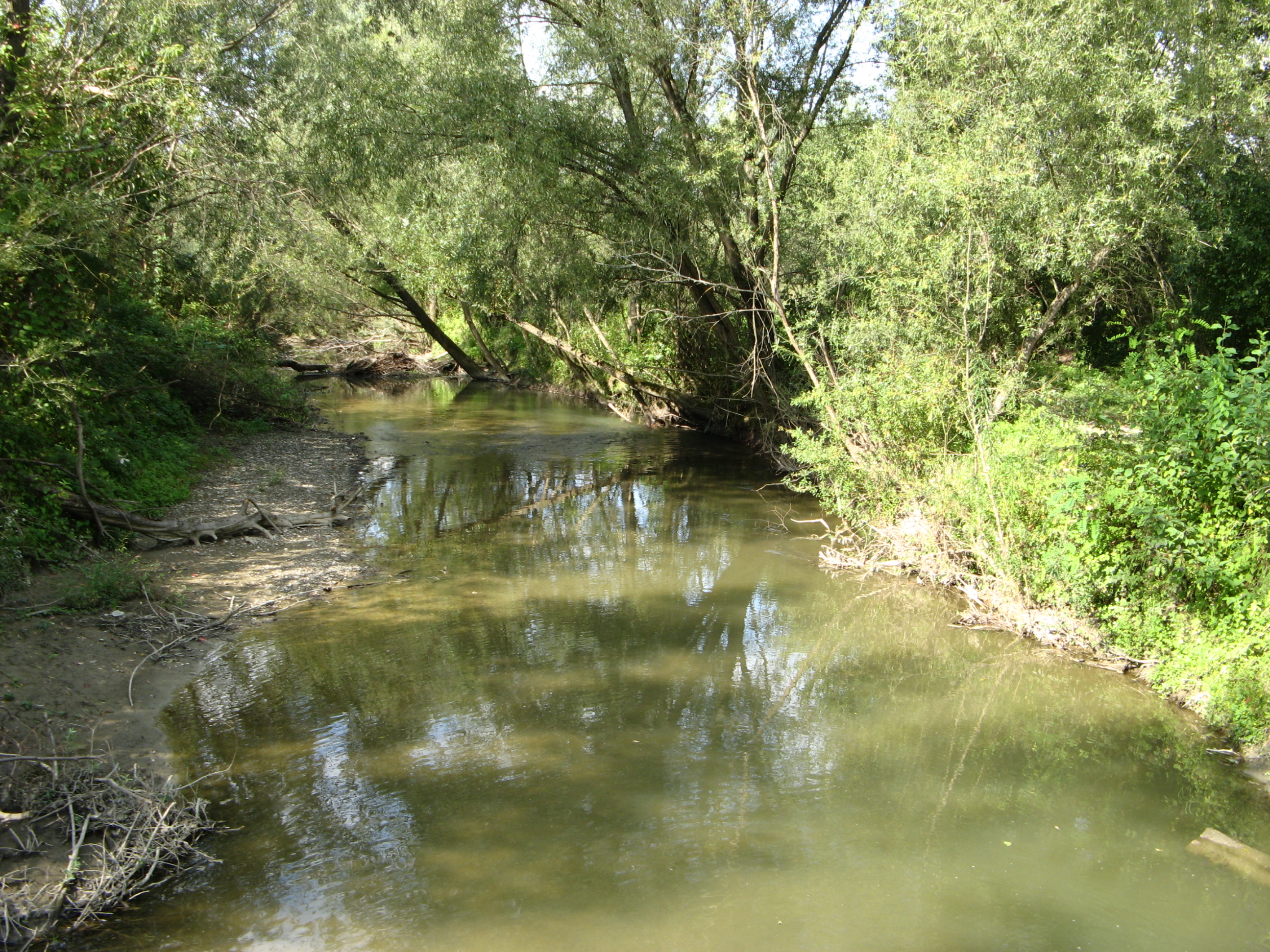
Осіння (вересень) межень на річці Вирві, Україна, Львівська область.

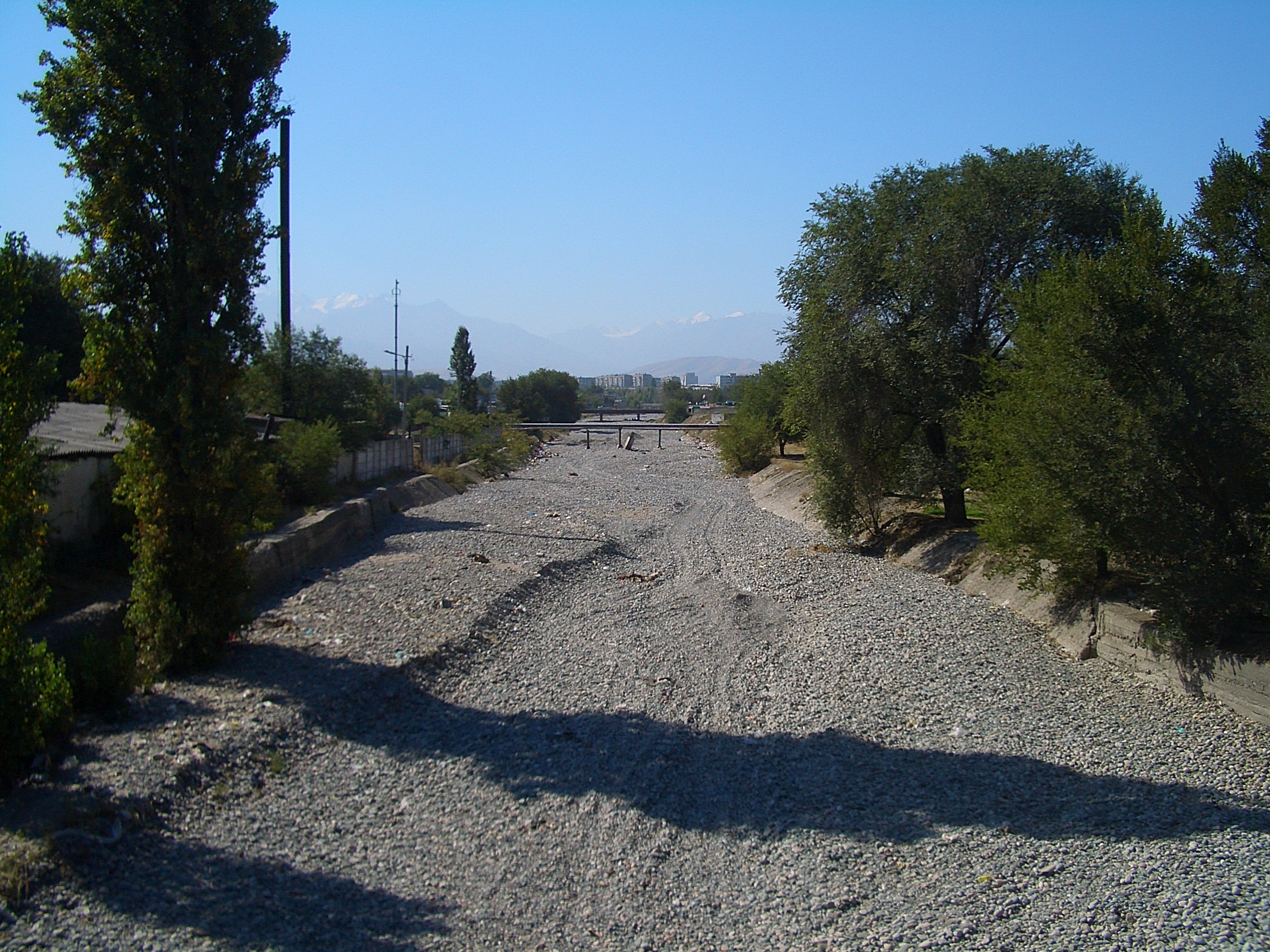
Річка Аламедин у межень. Вересень, Бішкек.

Межень — це також один із варіантів назви місяця лютого
Ме́жень, також межі́нь — період (не менше 10 днів) внутрішньорічного циклу, протягом якого в річці спостерігаються найменші рівні й витрати води. Річки живляться в цей час переважно ґрунтовими водами.
В помірних та високих широтах для річок найхарактерніші літньо-осіння та зимова межені. Перша відбувається від закінчення весняного водопілля, спричиненого переважно таненням снігу, або закінчення літніх дощових паводків, до осінніх паводків, а при їх відсутності до зимового льодоставу. Зимова межень починається від початку льодоставу до весняного водопілля. Залежно від конкретних погодно-кліматичних умов, найнижчі рівні води можуть також спостерігатись восени та весною. Для більшості річок України характерна одна осінньо-зимова межень (з найнижчими рівнями в середині зими), що час від часу переривається паводками.
Річки на топографічних картах зображуються за станом саме у літню межень. Короткочасна межень відбувається впродовж 10—20 днів, довготривала — більше ніж 30 діб. На річках з паводковим режимом буває преривчастою. Одне з найголовніших завдань регулювання річкового стоку — його збільшення в період межені.
Виділення межені на гідрографі річки почасти є досить невизначеною операцією, доволі суб'єктивною. За критерій приймають періоди низького стоку, впродовж яких обсяги паводку не перевищують 10—15 % від загального стоку за даний період.
Інколи термін використовується для позначення середнього рівня води в річці.